# Сенека (лунный кратер)
Кратер Сенека (лат. Seneca) — крупный ударный кратер в северном полушарии видимой стороны Луны. Название присвоено в честь римского философа-стоика Луция Аннея Сенеки (4 до н. э. — 65)  и утверждено Международным астрономическим союзом в 1961 г. 

## Описание кратера

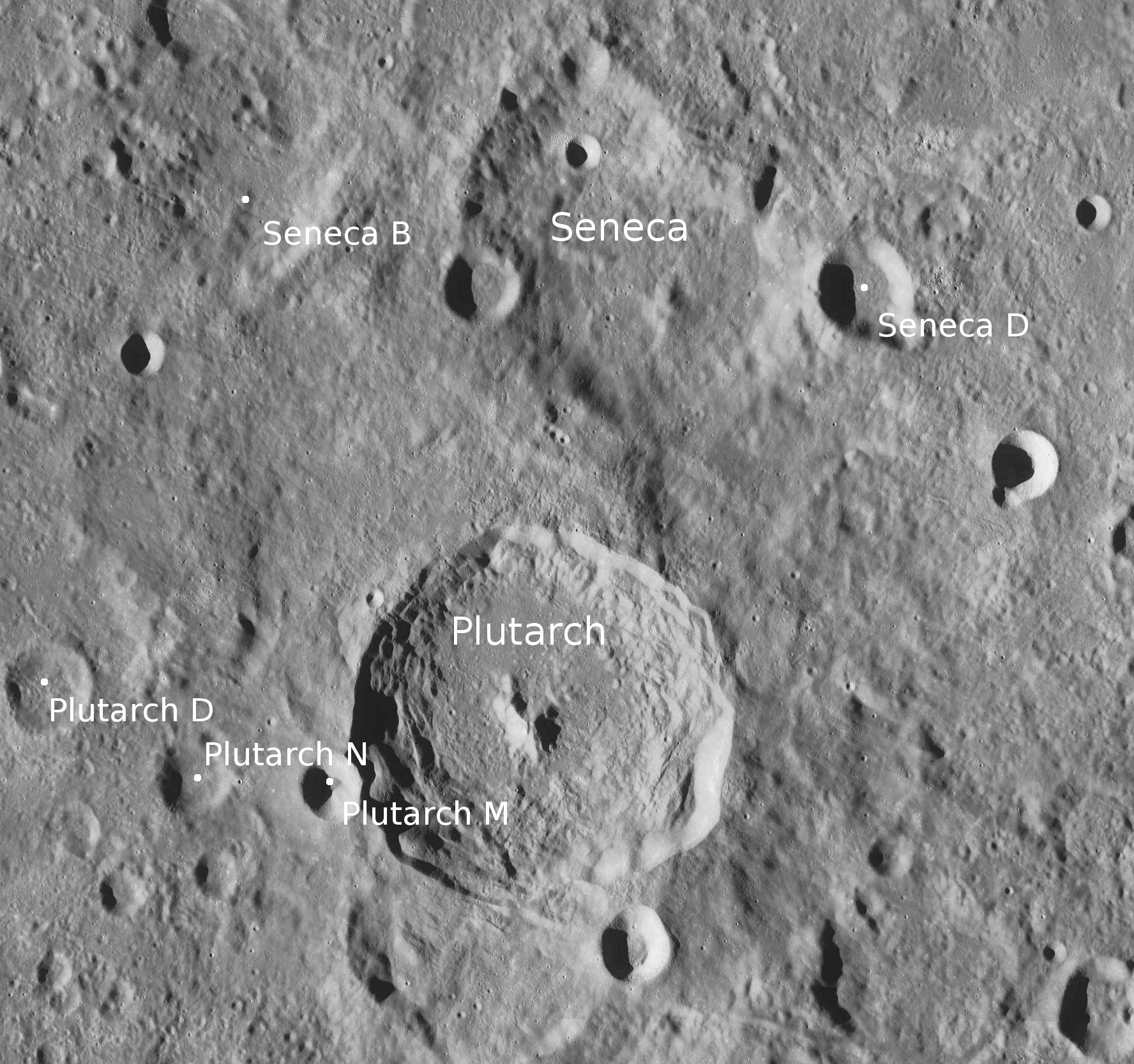
Окрестности кратера Сенека. Снимок зонда Lunar Reconnaissance Orbiter.

Ближайшими соседями кратера являются кратер Хан на северо-западе; кратер Гаусс на севере; кратер Юри на востоке и кратер Плутарх на юге. Селенографические координаты центра кратера 26°43′ с. ш. 79°49′ в. д. / 26,71° с. ш. 79,81° в. д., диаметр 47,6 км, глубина 2,3 км.
Кратер Сенека образован слиянием двух кратеров, имеет полигональную форму и значительно разрушен. Вал сглажен, к восточной оконечности вала примыкает сателлитный кратер Сенека D, в западной части отмечен небольшим чашеобразным кратером, северная оконечность вала отмечена скоплением кратеров. Дно чаши пересеченное, южная часть чаши образованная большим и позднее образовавшимся кратером несколько глубже северной. В центре южной части чаши находится одиночный округлый пик к которому на юго-западе примыкают остатки небольшого кратера. Северная часть чаши более пересеченная, отмечена маленьким чашеобразным кратером.

## Сателлитные кратеры

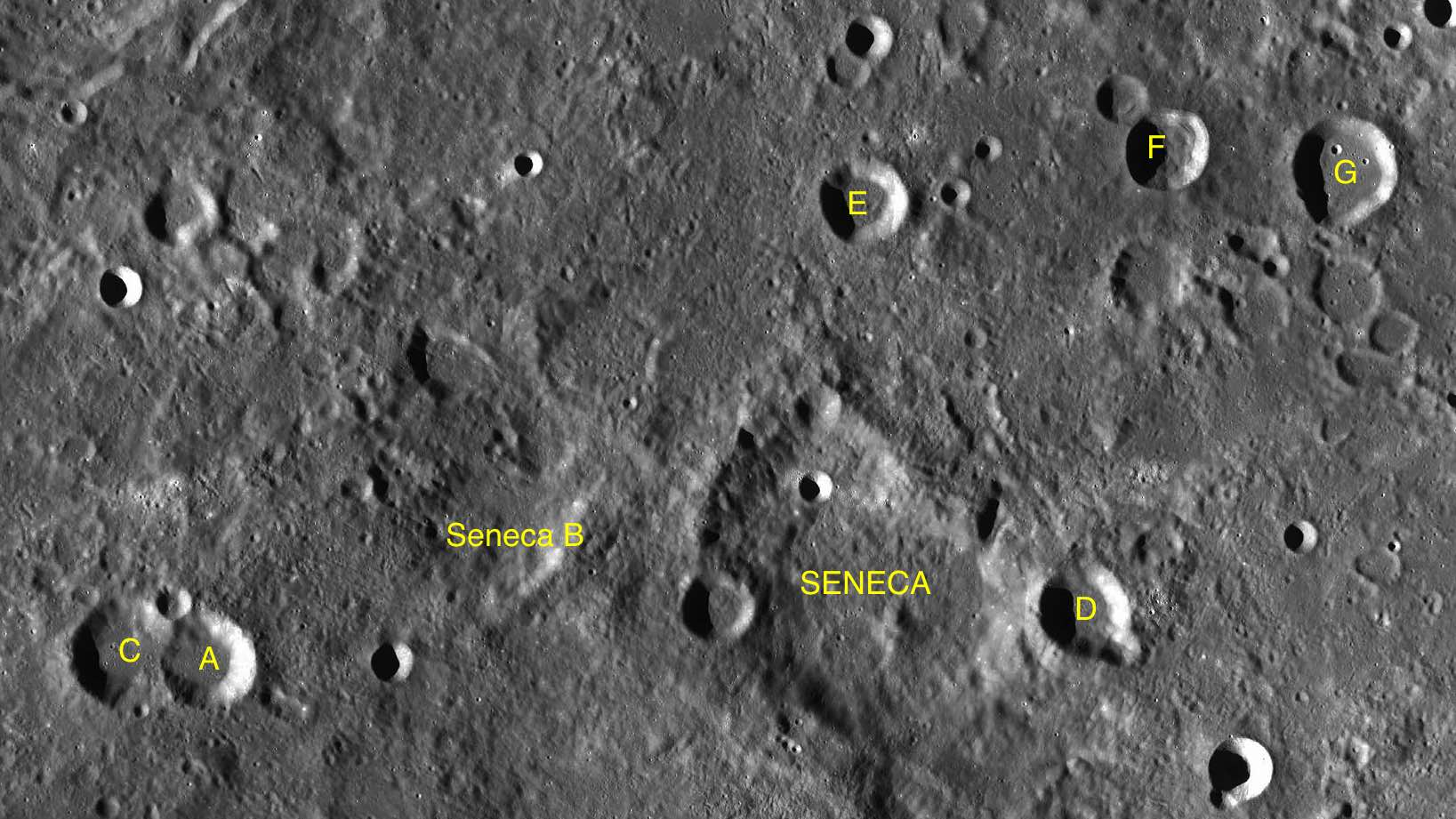
Фрагмент карты LAC-45.

| Сенека | Координаты                                            | Диаметр, км |
| ------ | ----------------------------------------------------- | ----------- |
| A      | 26°17′ с. ш. 75°04′ в. д. / 26,28° с. ш. 75,07° в. д. | 18,4        |
| B      | 27°10′ с. ш. 77°01′ в. д. / 27,17° с. ш. 77,01° в. д. | 29,5        |
| C      | 26°19′ с. ш. 74°29′ в. д. / 26,32° с. ш. 74,48° в. д. | 21,3        |
| D      | 26°43′ с. ш. 81°17′ в. д. / 26,71° с. ш. 81,29° в. д. | 17,6        |
| E      | 29°19′ с. ш. 79°43′ в. д. / 29,32° с. ш. 79,71° в. д. | 17,1        |
| F      | 29°38′ с. ш. 81°56′ в. д. / 29,63° с. ш. 81,93° в. д. | 16,4        |

## См.также
- Список кратеров на Луне
- Лунный кратер
- Морфологический каталог кратеров Луны
- Планетная номенклатура
- Селенография
- Минералогия Луны
- Геология Луны
- Поздняя тяжёлая бомбардировка